# Eucalybites
Eucalybites là một chi bướm đêm thuộc họ Gracillariidae.

## Các loài
- Eucalybites aureola Kumata, 1982